# ウェル・マニキュアード・マン
ウェル・マニキュアード・マン（本名不明,生年不明-1998年8月）はアメリカ合衆国とカナダで製作されたテレビドラマ『X-ファイル』に登場する架空の人物で、ジョン・ネヴィルによって演じられた。シンジケートの一員として陰謀を推進しつつも、組織内部の急進派には批判的な姿勢を取っており、彼らを抑えるためにモルダーに情報提供を行うこともあった。

## キャラクターの造形
ネヴィルによると、ウェル・マニキュアード・マンは2本のエピソードに登場するだけのキャラクターになるはずだったが、「視聴者の皆さんがウェル・マニキュアード・マンは善人なのか、それとも悪人なのかを知りたがったので、主要キャラクターの仲間入りを果たすことになった」のだという。クリス・カーターは「ウェル・マニキュアード・マンとシガレット・スモーキング・マンでは、その性格も、思想も、目的へのアプローチの仕方も異なるんだ」と述べている。また、フランク・スポットニッツは「シガレット・スモーキング・マンが黒の騎士だとすると、ウェル・マニキュアード・マンは白の騎士なんだ」と述べている。
カーターとスポットニッツはウェル・マニキュアード・マンを「シンジケート内部における理性の声」と位置づけており、「陰謀を推進しているという秘密を守るために暴力を使用するのは得策ではないという信条を持っている人物」であると解釈している。
劇場版第1作における自殺シーンをどう描写するかについて、スタッフの間で意見が割れた。最終的には、手榴弾による自殺と車爆弾による自殺の2つに絞り込まれ、それらを検討した結果、後者が採用された。

## 劇中での活動
シーズン3第1話「祈り」において、ウェル・マニキュアード・マンは初登場を果たした。彼はエイリアンが地球に入植しようとしているという事実の隠蔽に当たる影の組織の幹部であり、イギリス人でもあるということが明かされた。組織の内部で、彼はシガレット・スモーキング・マンに匹敵する権力を持っており、モルダーの父親であるビル・モルダーの友人でもあった。
ウェル・マニキュアード・マンはできる限り暴力の使用は控えるべきだという立場を取り、入念に練られた計略で陰謀を進めていくべきだという考えを持っていた。シンジケートにとって邪魔でしかないはずのモルダーとスカリーに情報を提供するのもこの考えに基づいた行動だった。つまり、敢えて情報を渡すことで、2人の行動をコントロールし、陰謀の核心を突くような事態を起こさせまいとしていたのである。彼はシガレット・スモーキング・マンを衝動的でプロとしての自覚に欠ける人間と看做していたので、公の場でスモーキング・マンを軽んじる言動を取ることもあった。それ故、2人の間には緊張関係があった。
ウェル・マニキュアード・マンはブラックオイルのワクチンの開発において主導的な役割を果たしていた。この目的を達成するために、彼はロシアの二重スパイとして暗躍していたアレックス・クライチェックとも手を組んでいた。シーズン5の中盤において、シンジケートを裏切ったマリタ・コバルービアスを実験台とし、ついにワクチンの開発に成功した。
1998年頃、シンジケートはエイリアンが隠していたブラックオイルの本性を知ることになった。妊婦に感染したブラックオイルは胎児を地球に適合したエイリアンに変化させてしまうのである。これを知ったシンジケートは恐怖心を増大させ、急速にエイリアンとの距離を縮めていった。それを見たウェル・マニキュアード・マンはシンジケートに不信感を増大させ、ついに組織を裏切る決断を下す。ブラックオイルに感染させられたスカリーの行方を捜すモルダーに、治療のためのワクチンと情報提供者を斡旋したのである。組織を裏切った以上、もう逃げ場はないと確信したマニキュアード・マンは、モルダーが人類を救うことを信じて自爆するのだった。

## 評価
ウェル・マニキュアード・マンというキャラクターは批評家から好意的に評価された。MTVのタミ・カッツォフはウェル・マニキュアード・マンを「テレビドラマの伝説的な登場人物」「影の組織で仕事をしていることについて、倫理的に葛藤しているのが良い」「モルダーとスカリーに共感している節もある」と評している。『A.V.クラブ』のショーン・オニールは「シガレット・スモーキング・マンの対極に位置するキャラクターだ」「敵意を喪失させるほど礼儀正しい振る舞いが印象に残った」と述べている。同じく『A.V.クラブ』のトッド・ヴァンデルワーフは「『X-ファイル』がもっとマニキュアード・マンを活用していたなら、もっと素晴らしい番組になっただろうに」と述べている。
『サンフランシスコ・クロニクル』のボブ・グラハムは劇場版第1作におけるネヴィルの演技を賞賛し、「彼のモノローグはリヒャルト・ワーグナーのオペラを思わせるもので、朗読の芸術である」と述べている。『ロサンゼルス・デイリーニュース』のマイケル・リートケとジョージ・アヴァロスは「白髪頭で上品かつ洗練された振る舞いをする男性でありながら、危険人物でもある。」「バージニア州の馬産地で暮らす老人のように穏やかでもあり、マンハッタンの上流社会にいそうな人物でもある。それで居ながらにして、無機質な医療実験施設にいてもおかしくない人物である」と評している。『デン・オブ・ギーク』はウェル・マニキュアード・マンを「極めて穏やかな人物であると共に、極めて狡猾な英国人でもある」「シガレット・スモーキング・マンにとって上司のような存在だった」と評している。
「ウェル・マニキュアード・マンという強烈な印象を残した悪役を演じたことで、その後のキャリアに悪影響が出たのではないか」と訊かれたネヴィルは、「何と言うこともなかった。『X-ファイル』は私のキャリアに今までなかったものを付け加えてくれた。他人があれこれ心配すべきことではない」と述べた。